# Parysów
Parysów è un comune rurale polacco del distretto di Garwolin, nel voivodato della Masovia.
Ricopre una superficie di 64,31 km² e nel 2004 contava 4 110 abitanti.